# Matías Blásquez
Matías Javier Blásquez Lavín (Viña del Mar, 8 maggio 1991) è un calciatore cileno, difensore del Dep. Iquique.